# Victoria Tauli-Corpuz
Victoria Tauli-Corpuz – filipińska działaczka społeczna działająca na rzecz praw rdzennej ludności i ekologii.
Pochodzi z ludu Igorot. Pełniła funkcję przewodniczącej Stałego Forum ONZ do spraw ludności tubylczej oraz specjalnego sprawozdawcy ONZ ds. praw ludów tubylczych. 
Założycielka fundacji Tebtebba (Międzynarodowe Centrum Badań Politycznych i Edukacji Ludów Tubylczych). Działała również w fundacjach zajmujących się  wspieraniem praw człowieka, ludności tubylczej, kobiet, ochroną lasów tropikalnych oraz edukujących na temat zmian klimatu.